# Paraphytoseius horrifer
Paraphytoseius horrifer är en spindeldjursart som först beskrevs av Pritchard och Baker 1962.  Paraphytoseius horrifer ingår i släktet Paraphytoseius och familjen Phytoseiidae. Inga underarter finns listade i Catalogue of Life.